# Uhlsport
A Uhlsport é uma empresa alemã de artigos esportivos. Fundada em 1948, os produtos da companhia incluem luvas de goleiro, chuteiras, caneleiras, bolas, roupas de treinamento, entre outros. 

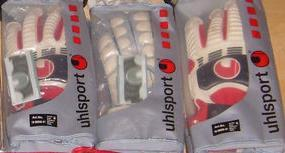
Luvas de goleiro da Uhlsport.

## Fornecimento e patrocínio

### Seleções
- Córsega
- Tanzânia
- Irã

### Clubes
Albânia
- FC Kamza
- KF Laçi

Alemanha
- Fortuna Düsseldorf
- Magdeburg
- SSV Reutlingen 05
- SSV Ulm 1846
- Stuttgarter Kickers

Argentina
- Villa San Carlos

Áustria
- SC Austria Lustenau
- FC Blau-Weiß Linz

Bulgária
- Beroe
- Botev Plovdiv
- Cherno More Varna

Dinamarca
- Silkeborg IF

Escócia
- Cowdenbeath

Eslováquia
- Spartak Myjava

Espanha
- UE Sant Andreu

Estônia
- TJK Legion
- FC Nõmme United
- MJS Sillamäe Kalev

Irã
- Persepolis

Irlanda
- Cabinteely

Irlanda do Norte
- Ballymena United
- Dungannon Swifts

Islândia
- Stjarnan

Kosovo
- KF Trepça'89
- KF Liria

Omã
- Al-Nahda

País de Gales
- Merthyr Town

Suécia
- Åtvidabergs FF

Tunísia
- US Ben Guerdane

Turquia
- Erzurumspor
- Orduspor